# Valeriu Bordeanu
Valeriu Ionuţ Bordeanu (Botoșani, 2 febbraio 1977) è un allenatore di calcio ed ex calciatore rumeno, difensore.

## Palmarès
- Campionato rumeno: 2

Steaua Bucarest: 2000-2001
Unirea Urziceni: 2008-2009